# Tần Trang công
Tần Trang công (chữ Hán: 秦莊公, : 855 TCN – 778 TCN), tên thật là Doanh Kỳ (嬴其), là vị quân chủ thứ năm của nước Tần - chư hầu nhà Chu trong lịch sử Trung Quốc.
Theo Sử ký, Tần Trang công là con trưởng của Tần Trọng (Tần U Công) là vị vua thứ 4 nước Tần. Năm 822 TCN, Tần Trọng đi đánh Tây Nhung bị tử trận. Doanh Kỳ lên nối ngôi, tức là Tần Trang công.

## Sự nghiệp
Chu Tuyên Vương nghe tin Tần Trọng tử trận bèn gọi anh em Tần Trang công vào kinh, cấp cho 7000 quân sai đi đánh Tây Nhung báo thù.
Tần Trang công ra sức đánh bại được bộ lạc Tây Nhung. Chu Tuyên Vương bèn thưởng cho vua Tần và ban cho nước Tần đất Khuyển Khâu (kinh đô cũ của nhà Tây Chu), làm đại phu miền tây của nhà Chu (Tây thùy Đại phu).
Tần Trang công sinh được 3 người con trai. Người con lớn là Doanh Thế Phủ căm giận quân Tây Nhung giết ông nội Tần Trọng, nên xin làm tướng, lãnh binh đi đánh báo thù, và nhường ngôi thế tử cho em.
Năm 778 TCN, Tần Trang công mất. Ông ở ngôi được 44 năm. Con thứ ông lên nối ngôi, tức là Tần Tương công. Con lớn là Thế Phủ làm tướng nước Tần.
Trong thời gian cai trị của Tần Trang công, nước Tần vẫn chưa là một công quốc, và danh hiệu Trang công của ông cũng do con là Tương công truy tặng sau khi Chu Bình Vương phong tước công cho vua Tần.